# Arniocera inornata
Arniocera inornata är en fjärilsart som beskrevs av Sergius G. Kiriakoff 1954. Arniocera inornata ingår i släktet Arniocera och familjen Thyrididae. Inga underarter finns listade i Catalogue of Life.